# リトアニアの内戦 (1431年-1435年)
リトアニアの内戦（リトアニアのないせん）は、ヴィータウタスが1430年に後継者を残すことなく没した後の、1431年から1435年にかけて勃発したリトアニア大公国の公位を巡る争いである。この内戦は、ドイツ騎士団と同盟したシュヴィトリガイラと、ポーランド王国の支援を受けたジーギマンタス・ケーストゥタイティスとの間で行われた。争いはクレヴォの合同で締結されたポーランドとリトアニアの同君連合を破壊する恐れがあった。シュヴィトリガイラの同盟者であるドイツ騎士団総長パウルス・フォン・ルスドルフはポーランド・ドイツ騎士団戦争を開始したが、シュヴィトリガイラのために勝利を確保するのに失敗した。
1432年にシュヴィトリガイラが成功をおさめることでリトアニアの権力を掌握すると、リトアニアは2つの勢力に分裂して3年に及ぶ国土を荒廃させる争いが始まった。ドイツ騎士団によるシュヴィトリガイラへの支援の継続を中断させるためにポーランドは1434年のフス派によるプロイセン侵攻を支援した 。争いは1435年9月に行われたパバイスカスの戦いでシュヴィトリガイラとその同盟者であるリヴォニア騎士団の決定的な敗北で終了した。シュヴィトリガイラは1437年に最終的に降伏した。ジーギマンタスは1440年に暗殺されるまでたった8年間統治しただけであった。

## 序章
内戦に先行すること10年間、リトアニア大公国とポーランド王国は、1385年のクレヴォの合同、1392年のオストロフの合意、1413年のホロドウォ合同を含む幾つかの細々とした合同を行ってきた。2つの国家は1410年のグリュンバルトの戦いで共通の敵であるドイツ騎士団を撃破するのに成功した。敗北したドイツ騎士団は弱体化したが、完全に打ち負かされたわけではなく、小規模の戦闘に従事した 。不明瞭な形で統一された国家内の緊張は戦闘後も絶えることなく続いた。ヴワディスワフ2世とヴィータウタスがカトリック教会に改宗する一方、正教徒のエリート層はリトアニアの幾人かの貴族層とともにポーランドとの密接な合同に反対した。
1430年 10月27日にリトアニア大公ヴィータウタスが後継者ないし遺書を残すことなく急逝した。ヴィータウタスは1430年9月にリトアニア国王として戴冠する予定であったが、 ポーランド人によって王冠が届くのを妨害された。モスクワ大公 ヴァシーリー1世 に嫁いだヴィータウタスの一人娘ソフィアは一人息子ヴァシーリー2世を儲けていたが、ヴァシーリー2世は正教徒であったことから最近にキリスト教化されたカトリックの大公国の指導者になることは出来なかった。モスクワ大公家の正教信仰への執着は同時にその他多くのゲディミナス家の人物が大公請求者となるのに妨げとなっていた。そこでヴィータウタスの弟で法的な後継者であるジーギマンタス・ケーストゥタイティスとその従兄弟のシュヴィトリガイラという最も安定したカトリック教徒である2人の後継者候補がいた。
リトアニアの貴族は一方的にシュヴィトリガイラを新大公として選出した。これは、リトアニア人はポーランドの了承を得ることなく大公が出来ないという1413年のホロドウォ合同に違反する者であった 。ルテニア人の支持を得るためにシュヴィトリガイラはカトリックと正教徒の貴族に同等の権利を与えたが、これは短い統治期間中に最終的に達成された。この時にシュヴィトリガイラの兄であるポーランド国王ヴワディスワフ2世がリトアニアを訪れた。1431年11月7日にヴワディスワフ2世はシュヴィトリガイラ大公位の選出を承認する旨を述べ、1432年 8月にポーランド＝リトアニア間の関係が公的に定義された。しかしながら、1411年にヴィータウタス生存期間中に限ってリトアニアが支配することが同意された ポジーリャとヴォルィーニを巡る領土上の争いが原因で武力衝突が勃発した。

## ルツク戦争

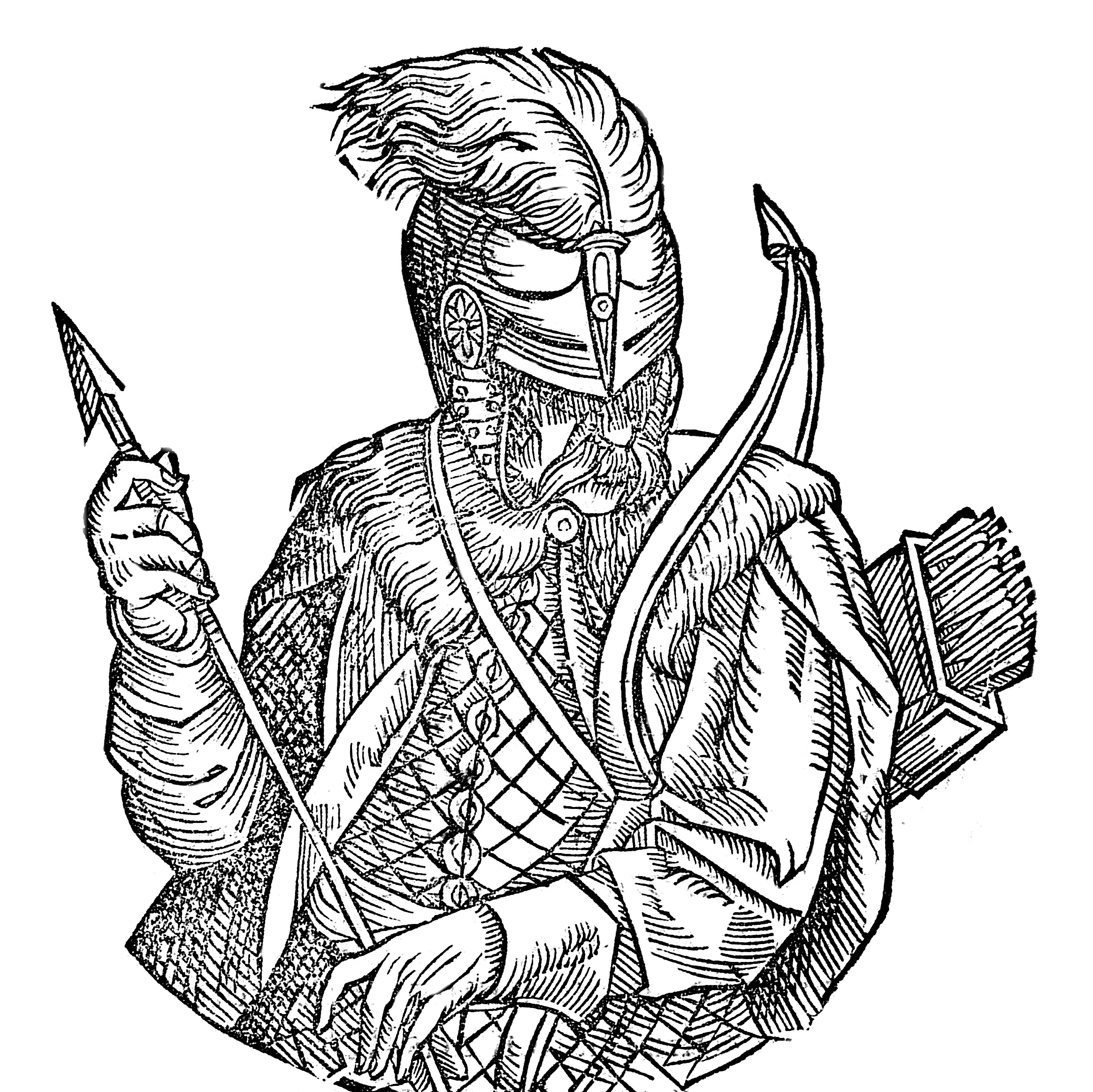
en:Alexander Guagniniによるシュヴィトリガイラ。

ポーランド軍がポジーリャに侵攻した時に、シュヴィトリガイラはヴィリニュスで兄のヴワディスワフ2世を逮捕した。 ヴワディスワフ2世はポジーリャをリトアニアに変化することを約束したうえで解放された。Zbigniew Oleśnicki率いるポーランド貴族は1431年2月にサンドミシュに集結した。憤慨したポーランド貴族は ヴワディスワフ2世の誓約を無効にし、シュヴィトリガイラがヴワディスワフ2世に対して忠誠を認めることを要求した。シュヴィトリガイラはこれを拒絶して完全な独立を公言し、 神聖ローマ皇帝のジギスムント・フォン・ルクセンブルクに対してヴィータウタスに授けられる予定であった王冠を求めたりさえもした。幾つかの手紙によると、シュヴィトリガイラはジギスムントへの忠誠を約束し、モルダヴィアのヴォイヴォドの娘との結婚について論じていた。
シュヴィトリガイラは反ポーランド勢力の幅広い連携を組織した。シュヴィトリガイラはドイツ騎士団、神聖ローマ帝国、モルダヴィア、ジョチ・ウルス、及びリトアニア大公国東部の諸侯と交渉を開始した。同盟者として再再現の支援を約束してくれたのがグリュンバルトの戦いで自身を敗北させたポーランド＝リトアニア連合の解体を目指すドイツ騎士団であった。1431年6月にシュヴィトリガイラとドイツ騎士団はクリストメーメルの条約に調印した。 シュヴィトリガイラは同時にポーランド南東部を攻撃するアレクサンダル善良侯率いるモルダヴィア勢とも同盟した。
1431年6月25日にポーランド軍はヴォルィーニに侵攻した。ポーランド軍はヴォルィーニの一部、ホロドウォ、ヴォロディーミル＝ヴォリンスキー、ザラスを征服して、ルツク付近でシュヴィトリガイラ軍を撃破した。しかしながら、ポーランド軍はリウバルト城の奪取するのには失敗した。同時に、ドイツ騎士団はクリストメーメル条約を遂行する形で宣戦布告すると、ポーランドに侵攻した。細やかな対抗を見出したドイツ騎士団はen:Nieszawaの街を占領する形でドブジンの地を荒廃させ、クヤヴィ及びクライナ 地区への進撃を試みた。しかしながら、ドイツ騎士団は1431年9月13日に ナケル (現在のNakło nad Notecią)付近のドブキの戦いで敗北した。リウバルト城を包囲していたシュヴィトリガイラは8月20日に和平の交渉を申し出た。 8月26日に合意が達したことで所謂ルツク戦争は終結した。 1433年 6月24日までの公式な休戦が9月1日にen:Staryi Chortoryiskで締結された。合意はよりポーランドに対して好意的なものであった。しかしながら休戦は強調された対立を解決するものでなかった。ポーランドがリトアニア貴族をシュヴィトリガイラに対して反逆させたことで、紛争は外交的争いに一変した。

## リトアニアでのクーデター

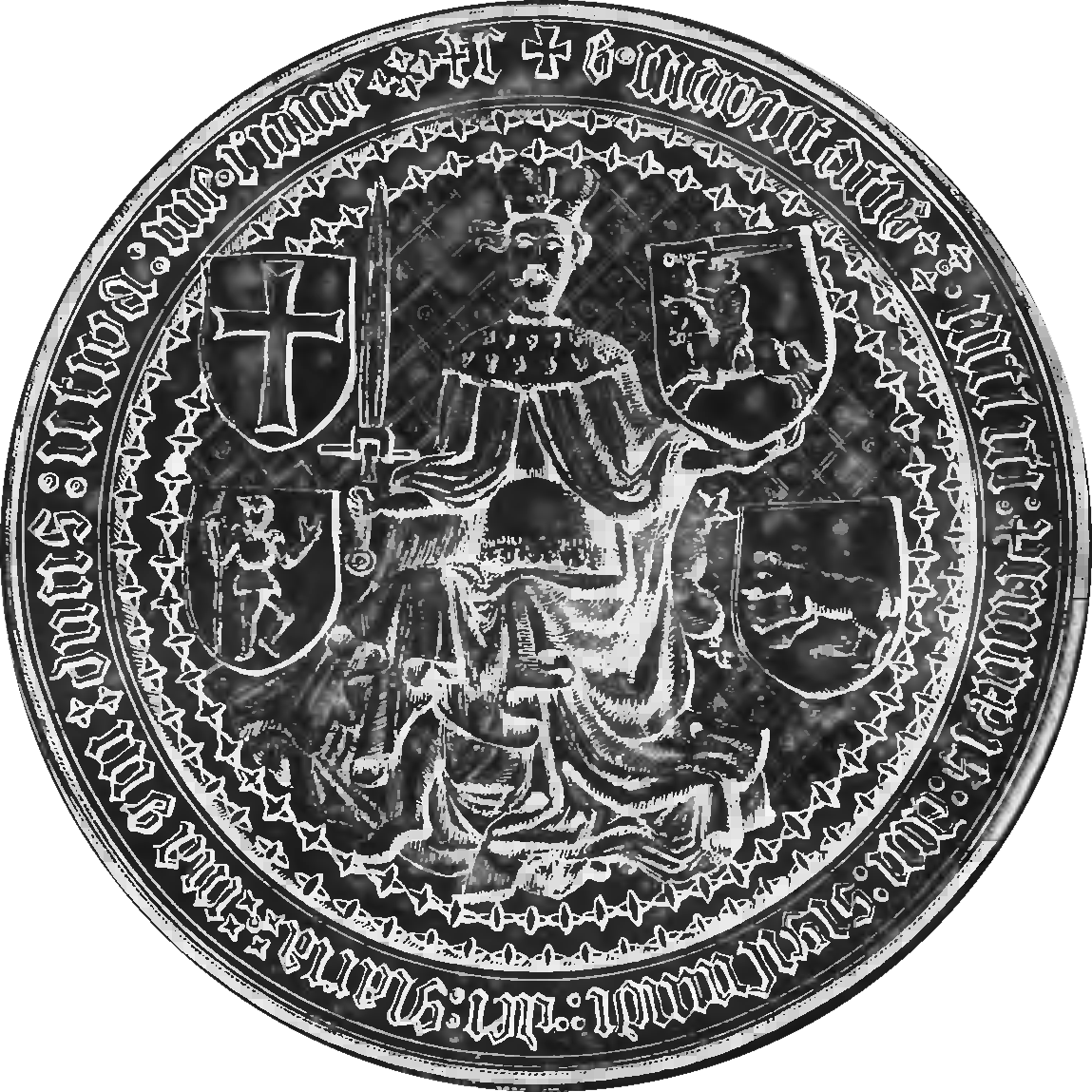
ジーギマンタス・ケーストゥタイティスの印章。

1432年8月31日にセミョーン・オルシャンスキー、ペトラス・マングリダイティス、ヨナス・ガシュタイティスを含む陰謀者はen:Ashmyanyで夜営していたシュヴィトリガイラとその護衛兵を襲撃した。シュヴィトリガイラはやっとのことでポロツクに落ち延びた。陰謀者は新大公としてヴィータウタスの弟であるジーギマンタス・ケーストゥタイティスを据えた。どのグループが何故ジーギマンタスを支持したのかは明らかではない。可能性としては何人かのリトアニア貴族は正教諸侯に譲歩したシュヴィトリガイラと不仲であったが、クーデター以前には反対の意思表示そのものは見られなかった。 クーデター以前にリトアニア統治の主要な役割を果たさず、当初はシュヴィトリガイラを支持していたジーギマンタスはポーランドとの合同政策を再開した。1432年10月15日にジーギマンタスはヴィリニュス・ラドム合同（1401年）を確認したホロドウォの合同に調印し、 ヴィータウタスと同等の権利を与えられて自身の統治期間を楽しんだ。ジーギマンタスが死ぬとリトアニアはポーランド国王に帰することになっていた。 ジーギマンタスはまた軽装していたポジャーリャとヴォルィーニをポーランドに譲渡した。
貴族の支持を得るために1434年 3月にシュヴィトリガイラは正教徒とカトリック教徒に同等の特権を与えた。特権は貴族の相続地の売買、交換、贈呈の権利を保証するものであった。農民に依存する階級である"en:veldamas"は税と国家への奉仕から解放され、その収入は貴族に属すことになった。貴族は裁判抜きで罪を罰せられたり、牢に入れられることはなくなった。リトアニアはジーギマンタスを支援する側（リトアニア本土、ジェマイティア、トラカイのヴォイヴォド領及びミンスク）とシュヴィトリガイラ側(ポロツク、ヴィテプスク、スモレンスク、キエフ、ヴォルィーニ)に二分された。ここに3年に及ぶ国土を荒廃させる戦闘が始まった。1432年12月8日　にシュヴィトリガイラとジーギマンタスの各軍勢はAshmyany付近で合流した。シュヴィトリガイラはジョチ・ウルスのハーンであったシャイド・アフメド1世からの支援を取り付け、ローマ教皇のエウゲニウス4世に手紙を送って、バーゼル公会議での教会合同を約束する見返りとしての支持を求めた。シュヴィトリガイラの計画は首都ヴィリニュスを突いて公位を奪還するというものであった。双方とも大きく損耗したが、最終的に勝利を収めたのはジーギマンタスであった 。ドイツ騎士団は公的には休戦を注視したが、密かにシュヴィトリガイラへの支持を続けたが、その殆どが支部のリヴォニア騎士団を介してであった。

## フス派のプロイセン侵攻
1433年6月にポーランドは、ドイツ騎士団によるリヴォニア騎士団経由でのシュヴィトリガイラへの密かなる支持を止めさせるためにチェコ人のフス派と同盟を締結した。ドイツ騎士団はフス戦争中、異教徒たるフス派と敵対していたジギスムント帝とローマ教皇を支持していた。フス派の最終的且つ最大規模であった"華麗なる長征"期間中、 en:Jan Čapek of Sány率いるチェコ軍は ポメラニア公ボギスラフ9世とスルプスク公国からも支援を受けていた。 4ヶ月に渡ってフス派はノイマルクト、ポメラニア、西プロイセンのドイツ騎士団の領域を荒廃させた 。フス派はKonitz（現在のChojnice）、Schwetz（現在のŚwiecie）及びダンツィヒ （現在のグダニスク）を攻撃した。 フス派は1433年8月29日にDirschau （現在のTczew) を含む幾つかの都市、城を占領した。ダンツィヒ包囲失敗にも係わらず、 フス派はバルト海の水を瓶に入れて送ることを象徴化することで自らの "華麗なる長征" を祝った。
1433年9月13日にen:Jasiniec.で休戦が結ばれた。ポーランドとドイツ騎士団の交渉はen:Brześć Kujawskiで継続され、フス派とカトリックの交渉はバーゼル公会議及びプラハの宗教会議で継続された。 ポーランド指導下のノイマルクとポメラニアへの侵攻は神聖ローマ帝国からのドイツ騎士団への支援を断ち切らせ、ドイツ騎士団にポーランドとの条約締結を確信させるという成功を証明することになった。1433年12月15日にen:Łęczycaにてポーランドとドイツ騎士団の間で12年間の Łęczycaの休戦 (何人かのポーランドの歴史学者はポーランドとドイツ騎士団の戦争は1431年から1433年と1435年に分けられると導き出している) が結ばれた。ドイツ騎士団はシュヴィトリガイラへの支援の中止し、双方の領域は条約が締結される以前 ("uti possidetis") に占領した土地と見做すのを含むポーランドの大部分の要求に同意し、この条約を変更するために外国の仲介を求めようとする勢力はいなかった。 これがポーランドにおける領土間の紛争の終結であると言及されるが、ポーランドがリヴォニア騎士団にも休戦を拡大しなかったことから、リトアニアの土地を巡る紛争は2年以上も続いた。

## 決定的な戦闘
1433年の7月と8月にシュヴィトリガイラとリヴォニア騎士団の連合軍はリダ、en:Kreva 及びen:Eišiškėsを襲撃し、ヴィリニュス、トラカイ及びカウナス周辺を荒らし回った。馬の伝染病により交戦状態は終結した。1434年 5月にヴワディスワフ2世が死にドイツ騎士団はシュヴィトリガイラへの支持を再開したが、そのシュヴィトリガイラはリヴォニア騎士団からの騎士勢、正教徒の諸侯、フス派の守備隊で目立った甥のジーギマンタス・カリブタイティスを含む支援を回復させていた。1435年 7月にシュヴィトリガイラはスモレンスクにて自身への襲撃を食い止めた。襲撃の主導者で1432年にモスクワ府主教に献堂した正教会の司教ゲラシモフは火刑に処せられた。最終的な戦闘は1435年9月にヴィリニュス北西部のウクメルゲ (Vilkomir, Wiłkomierz)付近のパバイスカスで展開された。双方の軍勢は30000人を含むと見積もられている。ジーギマンタス・カリブタイティス率いるシュヴィトリガイラ軍はミーコラス・ジーギマンタイティス率いるポーランド＝リトアニア連合軍に分断されて徹底的に打ちのめされた。
シュヴィトリガイラは僅かな軍勢とともにポラツクに落ち延びるのがやっとであった。リヴォニア騎士団はドイツ騎士団が1410年のグリュンバルトの戦いで受けた損害に匹敵する大打撃を蒙った。1435年12月31日にドイツ騎士団は Brześć Kujawskiの和約に調印し、シュヴィトリガイラへの支持を止めることとポーランドとリトアニアが共同して選んだ適切なリトアニア大公のみ支持することに同意した。この和約は1422年に締結されたメルノの条約時の国境線を変更するものではなかった。Brześć Kujawskiの和約はドイツ騎士団が普遍的な宣教団としての立場を喪失したことを意味していた。 ドイツ・リヴォニア両騎士団はポーランド＝リトアニアの出来事に干渉することはなかったが、その代わりにポーランド＝リトアニアがプロイセンを半分に引き裂くことになる十三年戦争に巻き込むことになった。

## 結果
シュヴィトリガイラはスラヴ系諸侯への影響力を喪失し、最早、ポーランドとジーギマンタスに抵抗する者はいなかった。1437年 9月4日にジーギマンタスは、自身に既に返還された土地（主にキエフとヴォルィーニ）を統治して死後にポーランド国王に譲渡するという案でポーランドとの和解を試みた。しかしながら、ジーギマンタスへの抵抗が強かったことから、ポーランド議会は条約の批准を避けた 。1437年にシュヴィトリガイラはモルダヴィアに亡命した。ジーギマンタス・ケーストゥタイティスの統治は1440年に彼が暗殺されたことで短いものになった。シュヴィトリガイラは1442年に亡命先から戻り、死ぬまでの10年間、ルツクを統治した。
1426年に生まれたヴワディスワフ2世の息子であるカジミェラスは1440年にリトアニアを統治する一族から世襲のホスポダール の承認を得た。この出来事は歴史家のen:Jerzy Lukowskiとen:Hubert Zawadzkiの相反する記述から見受けられる。